# Гран-при Тарту
Гран-при Тарту (англ. Tartu GP) — шоссейная однодневная велогонка, проходившая по территории Эстонии с 2002 по 2012 год.

## История
Гонка была создана в 2002 году. Проводилась в конце мая после Гран-при Таллин — Тарту в рамках Estonian Cycling Weekend под разными названиями.
В 2005 году вошла в календарь только что созданного Европейского тура UCI с категорией 1.1 (в 2007 была 1.2).
После объединения в 2013 году с Гран-при Таллин — Тарту в новую многодневную велогонку Тур Эстонии, стала одним из её этапов, прекратив своё существование как однодневная гонка.

## Призёры
| Год  | Победитель        | Второй            | Третий           |
| ---- | ----------------- | ----------------- | ---------------- |
| 2002 | Яан Кирсипуу      | Янек Томбак       | Олег Гришкин     |
| 2003 | Яан Кирсипуу      | Янек Томбак       | Казимеж Стафей   |
| 2004 | Марк Сканлон      | Славомир Кохут    | Джимми Ангульван |
| 2005 | Томас Вайткус     | Андрус Ауг        | Михаил Тимошин   |
| 2006 | Войцех Павляк     | Аллан Орас        | Томаш Кендысь    |
| 2007 | Эрки Пютсеп       | Каспар Ауста      | Янек Томбак      |
| 2008 | Алексей Сарамотин | Янек Томбак       | Эрки Пютсеп      |
| 2009 | Ханнес Бланк      | Алексей Сарамотин | Янек Томбак      |
| 2010 | Танел Кангерт     | Том Скуйиньш      | Адриан Хонкиш    |
| 2011 | Жан Эд Демаре     | Рене Мандри       | Юнас Юнгблад     |
| 2012 | Рене Мандри       | Пауль Фосс        | Зак Демпстер     |